# Nick Verreos
Nick Verreos, född 13 februari 1967 i St. Louis, Missouri, är en amerikansk modedesigner och deltagare i den andra säsongen av Project Runway.

## Project Runway
Verreros deltog i den andra säsongen av Project Runway i juni 2005 och slutade som femma. Han vann "All dolled up"-utmaningen, där alla deltagare skulle skapa en outfit för My Scene Barbie. Han hamnade bland de tre bästa vid en utmaning, och bland de tre sämsta vid fyra utmaningar. Han blev utslagen efter "makeover"-utmaningen, där alla deltagare skulle skapa en outfit för en annan deltagare, i hans fall Daniel Vosovic. Säsong 2 av Project Runway sändes på Bravo från december 2005 till mars 2006.

## Efter Project Runway
Verreros har designat klänningar som burits av en rad skådespelerskor, såsom Desperate Housewives-skådespelarna Brenda Strong och Marlee Matlin till Oscarsgalan 2008. Han dök upp som talangscout i premiären av Project Runway säsong 3, och bloggade om säsongen på Bravos blogg, och behöll också sin egen personliga blogg. Han undervisade en klass (och fortsätter att undervisa[när?]) i Los Angeles. Lauren Conrad var en av hans elever, och han dök upp i hennes show The Hills. Han var gästmentor på Project Runway Kanada. Han var panelmedlem i Fashion Wrap som följde Grammygalan, Oscarsgalan och Screen Actors Guild Awards 2008, 2009 och 2010.